# Atanas Guggenberg
Atanas von Guggenberg, též Athanasius von Guggenberg zu Riedhofen (12. října 1846 Brixen – 8. prosince 1920 Brixen), byl rakouský generál a křesťansko sociální politik, na počátku 20. století poslanec Říšské rady, v poválečném období poslanec rakouské Národní rady.

## Biografie
Vychodil národní školu, ženijní akademii ve Znojmě a vojenskou školu. Působil v rakouské, později rakousko-uherské armádě. Účastnil se tažení v Čechách roku 1866 během prusko-rakouské války a následně zasedal v generálním štábu na vysokých důstojnických postech. Dosáhl hodnosti generálmajora, velel 20. brigádě. Následně se angažoval veřejně a politicky. Byl členem obecní rady v domovském Brixenu, předsedou léčebného spolku v Brixenu a členem ústředního výboru Zemského svazu pro turistický ruch v Tyrolsku. Působil v Křesťansko sociální straně Rakouska.
Na počátku 20. století se zapojil i do celostátní politiky. Ve volbách do Říšské rady roku 1907, konaných poprvé podle všeobecného a rovného volebního práva, získal mandát v Říšské radě (celostátní zákonodárný sbor) za obvod Tyrolsko 4. Usedl do poslanecké frakce Křesťansko-sociální sjednocení. Mandát obhájil ve volbách do Říšské rady roku 1911 za týž obvod. Usedl do klubu Křesťansko-sociální klub německých poslanců. Ve vídeňském parlamentu setrval až do zániku monarchie. V Říšské radě se profiloval jako zdatný řečník. K roku 1911 se profesně uvádí jako generálmajor.
Po válce zasedal v letech 1918–1919 jako poslanec Provizorního národního shromáždění Německého Rakouska (Provisorische Nationalversammlung).
Jeho bratrem byl Otto Guggenberg, lékař a politik.